# 안드레이 카르파티

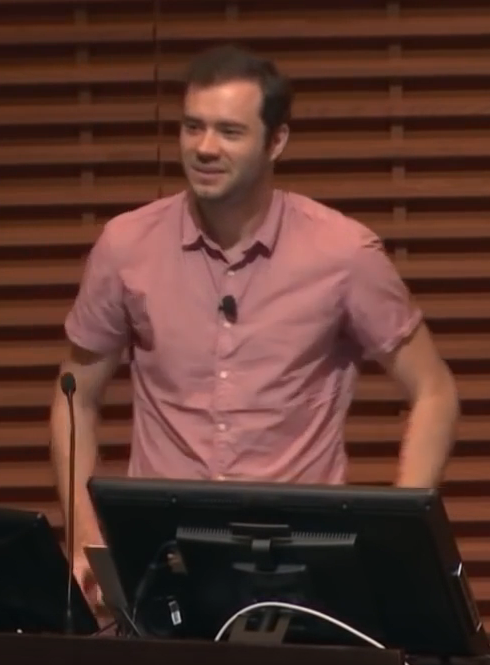
2016년 모습

안드레이 카르파티(Andrej Karpathy, 1986년 10월 23일 ~ )는 슬로바키아계 캐나다인 컴퓨터 과학자로, 테슬라 (기업)에서 인공지능과 오토파일럿 비전의 책임자로 일했다. 오픈AI에서 공동 창립자이자 이전에 일했으며, 그곳에서 딥 러닝과 컴퓨터 비전을 전문으로 했다.

## 경력 및 연구
스탠포드에서 최초의 딥 러닝 과정인 CS 231n: 시각 인식을 위한 합성 신경망을 저술하고 주요 강사였다. 이 과정은 스탠포드에서 가장 큰 수업 중 하나가 되었으며, 2015년 150명의 학생에서 2017년 750명으로 증가했다.
카르파티는 인공 지능 연구 그룹인 OpenAI의 창립 멤버로, 2015년부터 2017년까지 연구 과학자로 일했다. 2017년 6월 그는 테슬라의 인공 지능 책임자가 되었고 일론 머스크에게 보고했다. 그는 2020년 MIT 테크놀로지 리뷰의 35세 이하 혁신가 중 한 명으로 지명되었다. 테슬라에서 몇 달간 휴직한 후, 그는 2022년 7월에 회사를 떠난다고 발표했다. 2023년 2월 현재 그는 인공 신경망을 만드는 방법에 대한 유튜브 동영상을 제작하고 있다.
2023년 2월 9일에 카르파티가 OpenAI로 복귀한다고 발표했다고 보도되었다.
1년 후인 2024년 2월 13일에 OpenAI 대변인은 카르파티가 OpenAI를 떠났다고 확인했다.
2024년 7월 16일에 카르파티는 X 계정에서 유레카 랩스라는 새로운 AI+에듀케이션 회사를 시작했다고 발표했다. 유레카 랩스에 따르면, 그들의 첫 번째 제품은 AI 과정인 LLM101n이 될 것이다.